# The Centaur and the Phoenix
The Centaur and the Phoenix — студійний альбом американського джазового музиканта Юсефа Латіфа, випущений у 1960 році лейблом Riverside.

## Опис
Мульті-інструменталіст Юсеф Латіф записав цей альбом на лейблі Riverside у 1960 році. У записі взяли участь: Латіф (який грає на тенор-саксофоні, гобої, флейті та аргюлі), трубачі Кларк Террі та Річард Вільямс, тромбоніст Кертіс Фуллер, фаготист Джосі Тейлор, баритон-саксофоніст Тейт Х'юстон, піаніст Джо Завінул, контрабасист Бен Такер та ударник Лекс Гамфріс. Запису відбувся 4 і 6 жовтня 1960 року на студії Plaza Sound Studios в Нью-Йорку.
Альбом містить лише 3 власні композиції Юсефа Латіфа: ритмічна «Apathy» (для флейти), присвята доньці «Iqbal» та «The Philanthropist». Серед інших — виділяються «Revelation» Кенні Баррона (якому на той момент було 17 років) та Чарльза Міллса, сучасного композитора класичної музики — автора заглавної «The Centaur and the Phoenix», яка є поєднанням назв двох його симфоній (перша присвячена Шаленому Коню, а друга — Чарлі Паркеру).
Перевидання на CD містить додаткові треки «Jungle Fantasy» і «Titora», які були записані 23 червня 1961 на студії Bell Sound Studios в Нью-Йорку. У записі взяли участь Латіф, піаніст Баррі Гарріс, контрабасист Ерні Фарроу, ударник Лекс Гамфріс, перкусіоністи Роджерс Сандерс і Гарвен Массо та хор.

## Список композицій
1. «Revelation» (Кеннет Баррон) — 6:02
2. «Apathy» (Юсеф Латіф) — 5:25
3. «Ev'ry Day (I Fall in Love)» (Семмі Фейн, Ірвінг Кагал) — 6:59
4. «The Centaur and the Phoenix» (Чарльз Міллс) — 5:37
5. «Iqbal» (Юсеф Латіф) — 4:51
6. «Summer Song» (Чарльз Міллс) — 5:26
7. «The Philanthropist» (Юсеф Латіф) — 4:02

Бонус треки CD перевидання
1. «Jungle Fantasy» (Есі Моралес) — 2:42
2. «Titora» (Білл Тейлор) — 2:25

## Учасники запису
4 і 6 жовтня 1960 (1-7), Plaza Sound Studios, Нью-Йорк.
- Юсеф Латіф — тенор-саксофон, гобой, флейта, аргюль
- Кларк Террі, Річард Вільямс — труба
- Кертіс Фуллер — тромбон
- Джосі Тейлор — фагот
- Тейт Х'юстон — баритон-саксофон
- Джо Завінул — фортепіано
- Бен Такер — контрабас
- Лекс Гамфріс — ударні

Технічний персонал
- Оррін Кіпньюз — продюсер
- Рей Фаулер — інженер звукозапису
- Кен Дердофф — дизайн альбому
- Лоуренс Н. Шустак — фотографія обкладинки

23 червня 1961 (8-9), Bell Sound Studios, Нью-Йорк
- Юсеф Латіф — тенор-саксофон, гобой, флейта, аргюль
- Баррі Гарріс — фортепіано
- Ерні Ферроу — контрабас
- Лекс Гамфріс — ударні
- Роджерс Сандерс, Гарвен Массо — перкусія

Технічний персонал
- Джон Леві — продюсер
- Білл Стоддард — інженер звукозапису